# Junta General del Principado de Asturias
La Junta General del Principado de Asturias (JGPA) es el órgano supremo de representación del pueblo asturiano, según recoge el Estatuto de Autonomía del Principado de Asturias. Sus miembros son elegidos por los ciudadanos de forma democrática en las elecciones a la Junta General del Principado de Asturias y desempeña el papel legislativo. 
Para ser fiel al principio de división de poderes, la función ejecutiva es asignada a otro órgano que surge del propio parlamento: el Gobierno del Principado de Asturias. El presidente del Principado es elegido por la Junta General de entre sus miembros y este se encarga de designar el Consejo de Gobierno cuya labor es controlada por la cámara. Asimismo corresponde a la Junta General aprobar los presupuestos de la comunidad autónoma.

## Organización y funcionamiento
Los diputados representan al pueblo asturiano y son elegidos por este basándose en tres circunscripciones electorales. Gozan de unos derechos y adquieren unas obligaciones. También disfrutan de ciertas prerrogativas como la inviolabilidad y el fuero especial. Los diputados se agrupan en grupos parlamentarios.

### Grupos parlamentarios
Cada partido político o coalición electoral solo puede constituir un grupo parlamentario. Los grupos parlamentarios se forman de la siguiente manera:
- Por tres o más diputados que pertenezcan a un mismo partido político o coalición electoral. Desde julio de 2019, también pueden constituirse cómo grupos parlamentarios las formaciones o partidos que hubieran obtenido al menos un 6 % del voto total emitido y que tengan al menos dos diputados.
- Los diputados de partidos o coaliciones electorales que no cumplan ninguna de las condiciones anteriores pasan a formar el Grupo Parlamentario Mixto.
- Los diputados que se separen de su grupo parlamentario pasan al Grupo Parlamentario Mixto.

La distribución de los 45 diputados que componen la Junta, en su XII legislatura, que fue compuesta el 26 de junio de 2023, es la siguiente:
|                                                  | Socialista                | 19 |
|                                                  | Popular                   | 17 |
|                                                  | Vox                       | 4  |
|                                                  | Convocatoria por Asturias | 3  |
|                                                  | Mixto                     | 2  |
| Fuente: Junta General del Principado de Asturias |                           |    |

### Comisiones
Las comisiones son grupos de diputados que estudian asuntos que se les encomiendan y llevan al Pleno de la Junta General propuestas o dictámenes. A veces actúan con poder decisorio, al aprobar resoluciones de carácter no legislativo. También controlan el cumplimiento que hace el Consejo de Gobierno de las mociones y resoluciones de proposiciones no de ley. Las integran miembros designados por los grupos parlamentarios en el número señalado por la Mesa una vez escuchada la Junta de Portavoces. Todos los grupos tienen derecho a contar con un representante como mínimo en cada comisión. Cada comisión tiene una Mesa integrada por un Presidente, Vicepresidente y un Secretario elegidos entre sus componentes.

### Diputación Permanente
La Diputación Permanente está compuesta por los diputados que eligen los grupos parlamentarios en proporción a su importancia numérica que designa la Mesa tras escuchar a la Junta de sesiones. La preside el presidente de la Junta General y su Mesa es la de la cámara.

### Junta de Portavoces
La Junta de Portavoces está compuesta por los portavoces de los grupos parlamentarios y el presidente de la Junta General. Entre sus misiones destacan la determinación del orden del día de las sesiones del Pleno, y la designación del número de miembros de las comisiones y la Diputación Permanente. Sus decisiones son tomadas por voto ponderado, representando cada portavoz tantos votos como diputados tenga su grupo parlamentario.

### Pleno
El Pleno es el órgano supremo de la Junta General, formando parte de él todos los diputados de ésta. Los miembros del Consejo de Gobierno pueden asistir e intervenir en las sesiones independientemente de que sean también diputados de la Junta General.

### Mesa de la Junta General
La Mesa es el órgano rector de la Junta General y ostenta su representación colegiada. La componen el presidente de la Junta General, dos vicepresidentes y dos secretarios. También pueden designarse vocales adscritos que asisten con voz y sin voto a algunas de sus reuniones representado a partidos que no tengan ningún diputado en ella. Algunas de sus funciones son:
- Ordenar el trabajo.
- Decidir la tramitación de escritos y documentos parlamentarios.
- Elaborar, dirigir y controlar la ejecución del presupuesto de la Junta General.
- Organizar la Administración parlamentaria.

Se reúne convocada por el presidente de la Junta General y sus miembros se eligen en la sesión constitutiva de la cámara, presidida al inicio por una Mesa de edad constituida por el diputado electo de mayor edad como presidente asistido por los dos de menor edad como secretarios.

### Uso del asturiano

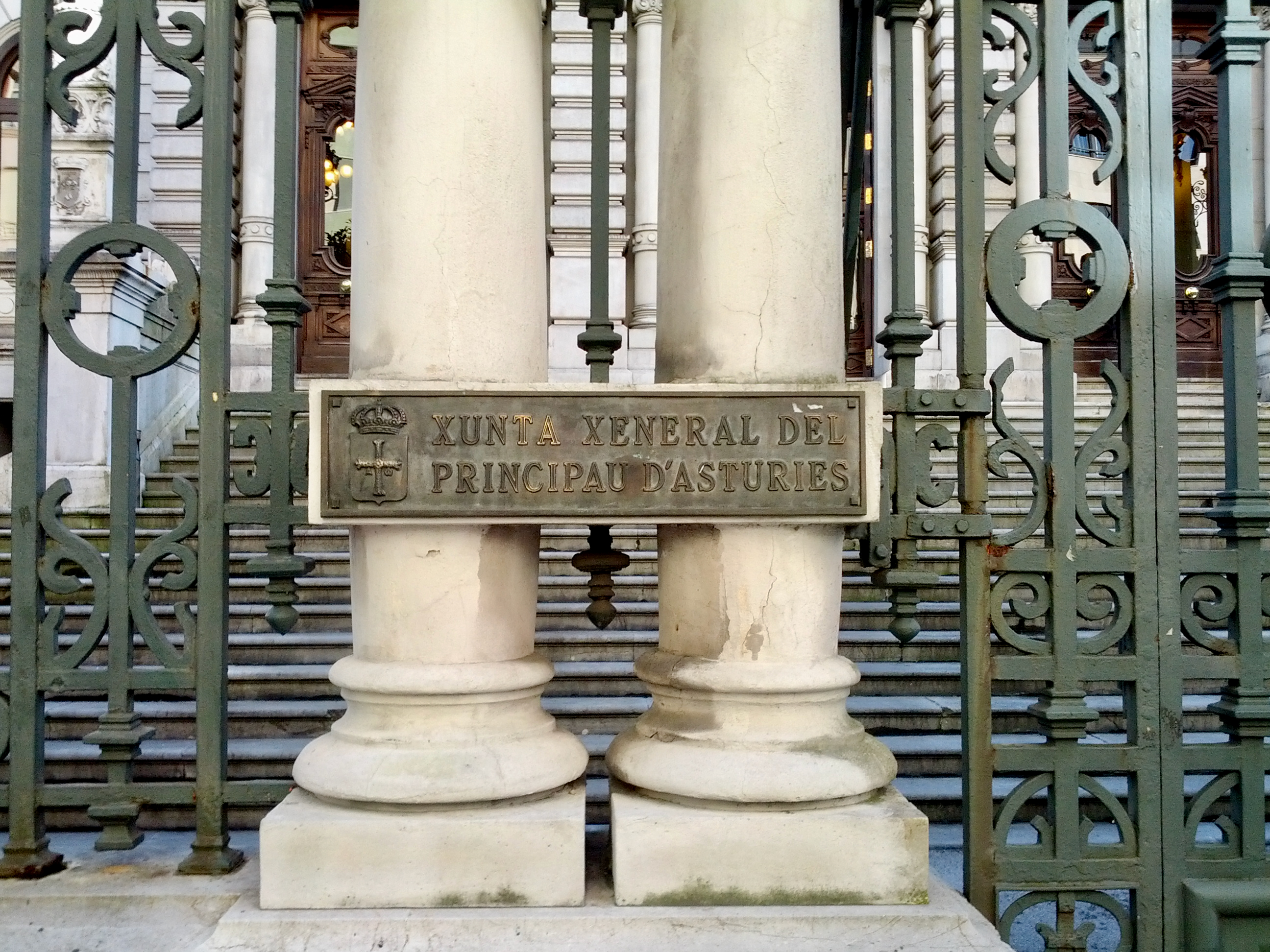
Letrero en asturiano Xunta Xeneral del Principau d'Asturies situado en la verja exterior

El 1 de julio de 2020 el pleno aprobó una reforma del Reglamento de la Cámara para permitir el uso del asturiano en la Junta a diputados, miembros del gobierno, altos cargos, empleados públicos y comparecientes en general. En respuesta a esta modificación, el grupo parlamentario de Vox en el Congreso presentó un recurso de inconstitucionalidad que fue admitido a trámite por el pleno del Tribunal Constitucional. Finalmente, el recurso fue desestimado por el Pleno y el Tribunal Constitucional avaló el uso del asturiano en la Junta. Tras la sentencia, el portavoz de Vox en la Junta declaró en rueda de prensa que la resolucíón del Tribunal Constitucional había sido un «éxito».

## Historia
La Junta General del Principado de Asturias fue constituida en 1982 como asamblea legislativa por el Estatuto de Autonomía del Principado de Asturias recordando con su nombre a las antiguas Juntas Generales y Diputaciones del Principado de Asturias que desde la Baja Edad Media habían servido para representar a los concejos del Principado de Asturias ante la Corona.

### Legislaturas
| 7 | 24 | 24 | 3 |

| 5 | 26 | 14 |

| 4 | 20 | 8 | 13 |

| 6 | 21 | 1 | 2 | 15 |

| 6 | 17 | 1 | 21 |

| 3 | 24 | 3 | 15 |

| 4 | 22 | 19 |

| 4 | 21 | 20 |

| 4 | 15 | 10 | 16 |

| 5 | 17 | 1 | 10 | 12 |

| 5 | 9 | 14 | 3 | 11 | 3 |

| 2 | 4 | 20 | 5 | 10 | 2 | 2 |

| 3 | 1 | 19 | 17 | 1 | 4 |

| 1. 2. 3. |

### Presidencia de la Junta General del Principado de Asturias
El presidente de la Junta General ostenta la máxima representación de la cámara y se elige en su sesión constitutiva entre los diputados de ésta. Entre sus misiones destacan dirigir los debates, interpretar el reglamento de la cámara y fijar de acuerdo con la Junta de Portavoces el orden del día de las sesiones del Pleno. Preside también, la Mesa, la Junta de Portavoces y la Diputación Permanente. A continuación se puede ver una tabla con los presidentes de la Junta General desde 1982.
| Legislatura    | Presidente                       | Partido | Partido  |
| -------------- | -------------------------------- | ------- | -------- |
| Provisional    | Agustín José Antuña Alonso       |         | UCD      |
| Provisional    | Eugenio Carbajal Martínez        |         | FSA-PSOE |
| I              | Juan Ramón Zapico García         |         | FSA-PSOE |
| II             | Antonio Landeta y Álvarez-Valdés |         | AP       |
| III            | Laura González Álvarez           |         | IU-IX    |
| III            | Eugenio Carbajal Martínez        |         | FSA-PSOE |
| IV             | Ovidio Sánchez Díaz              |         | PP       |
| IV             | Faustino González Alcalde        |         | FSA-PSOE |
| V              | María Jesús Álvarez González     |         | FSA-PSOE |
| VI             | María Jesús Álvarez González     |         | FSA-PSOE |
| VII            | María Jesús Álvarez González     |         | FSA-PSOE |
| VIII           | Fernando Goñi Merino             |         | PP       |
| IX             | Pedro Sanjurjo González          |         | FSA-PSOE |
| X              | Pedro Sanjurjo González          |         | FSA-PSOE |
| XI             | Marcelino Marcos Líndez          |         | FSA-PSOE |
| XII            | Juan Cofiño González             |         | FSA-PSOE |
| Notas:1. 2. 3. |                                  |         |          |

### Vicepresidente Primero de la Junta General
A continuación se puede ver una tabla con los vicepresidentes primeros de la Junta General desde 1982.
| Legislatura | Vicepresidente Primero         | Partido | Partido  |
| --- | ------------------------------ | ------- | -------- |
| Provisional | Eugenio Carbajal Martínez      |         | FSA-PSOE |
| Provisional | María Aurora Puente Uría *     |         | PCA      |
| I | José Ramón García Queipo       |         | FSA-PSOE |
| II | Adolfo Barthe Aza              |         | CDS      |
| III | Eugenio Carbajal Martínez **   |         | FSA-PSOE |
| III | Amalia Maceda Rubio            |         | IU       |
| IV | Faustino González Alcalde***   |         | FSA-PSOE |
| IV | José Ramón García Cañal        |         | PP       |
| V | Juana María González del Cabo  |         | FSA-PSOE |
| VI | Manuel Aurelio Martín González |         | IU       |
| VII | Manuel Aurelio Martín González |         | IU       |
| VII | Diana Camafeita Fernández      |         | IU       |
| VIII | Vicente Herranz González       |         | FSA-PSOE |
| IX | Pelayo Roces Arbesú            |         | FAC      |
| X | María Josefa Miranda Fernández |         | IU       |
| XI | Celia Fernández Fernández      |         | FSA-PSOE |
| XII | Celia Fernández Fernández      |         | FSA-PSOE |
| Notas: *Eugenio Carbajal Martínez desde el 6 de marzo de 1982 hasta el 14 de enero de 1983 y María Aurora Puente Uría desde el 14 de enero de 1983 hasta al 31 de mayo de 1983. **Desde el 21 de junio de 1991 hasta el 8 de enero de 1993 siendo sustituido por Amalia Maceda Rubio ***Sustituido por José Ramón García Cañal en una sesión celebrada el 18 de marzo de 1999. |                                |         |          |

### Vicepresidente Segundo de la Junta General
A continuación se puede ver una tabla con los vicepresidentes segundos de la Junta General desde 1982.
| Legislatura | Vicepresidente Segundo                     | Partido | Partido  |
| --- | ------------------------------------------ | ------- | -------- |
| Provisional | Juan Bautista Fernández Fidalgo            |         | UCD      |
| Provisional | Antonio García Linares *                   |         | UCD      |
| I | Antonio Landeta y Álvarez-Valdés           |         | AP       |
| II | Carlos Rojo Pérez                          |         | FSA-PSOE |
| III | María Isabel Pérez-Espinosa González-Lobón |         | PP       |
| IV | Francisco Javier García Valledor           |         | IU       |
| V | Pelayo Roces Arbesú                        |         | PP       |
| VI | Pelayo Roces Arbesú                        |         | PP       |
| VII | Pelayo Roces Arbesú                        |         | PP       |
| Carlos Galcerán Quirós |                                            | PP      |          |
| VIII | Pelayo Roces Arbesú                        |         | FAC      |
| IX | José Agustín Cuervas-Mons García-Braga     |         | PP       |
| X | José Agustín Cuervas-Mons García-Braga     |         | PP       |
| XI | Pablo Álvarez-Pire Santiago                |         | PP       |
| XII | José Agustín Cuevas-Mons                   |         | PP       |
| Notas: *Juan Bautista Fernández Fidalgo desde el 6 de marzo de 1982 hasta el 14 de enero de 1983 y Antonio García Linares desde el 14 de enero de 1983 hasta al 31 de mayo de 1983. **Pelayo Roces Arbesú se da de baja en el Partido Popular, entregando su acta de diputado el 3 de enero de 2011. |                                            |         |          |

## Diputados en la XI legislatura
| Diputados de la XII Legislatura de la Junta General del Principado de Asturias | Diputados de la XII Legislatura de la Junta General del Principado de Asturias | Diputados de la XII Legislatura de la Junta General del Principado de Asturias | Diputados de la XII Legislatura de la Junta General del Principado de Asturias | Diputados de la XII Legislatura de la Junta General del Principado de Asturias | Diputados de la XII Legislatura de la Junta General del Principado de Asturias | Diputados de la XII Legislatura de la Junta General del Principado de Asturias | Diputados de la XII Legislatura de la Junta General del Principado de Asturias |
| Nombre                                                                         | Circunscripción                                                                | Partido                                                                        | Partido                                                                        | GP                                                                             | Asumió                                                                         | Abandonó                                                                       | Notas                                                                          |
| ------------------------------------------------------------------------------ | ------------------------------------------------------------------------------ | ------------------------------------------------------------------------------ | ------------------------------------------------------------------------------ | ------------------------------------------------------------------------------ | ------------------------------------------------------------------------------ | ------------------------------------------------------------------------------ | ------------------------------------------------------------------------------ |
| Adrián Barbón                                                                  | Central                                                                        |                                                                                | FSA-PSOE                                                                       | Socialista                                                                     | 26 de junio de 2023                                                            |                                                                                | Presidente del Consejo de Gobierno                                             |
| Concepción Saavedra                                                            | Central                                                                        |                                                                                | FSA-PSOE                                                                       | Socialista                                                                     | 26 de junio de 2023                                                            | 9 de agosto de 2023                                                            | Sustituida por Ricardo Fernández                                               |
| Juan Cofiño González                                                           | Central                                                                        |                                                                                | FSA-PSOE                                                                       | Socialista                                                                     | 26 de junio de 2023                                                            |                                                                                | Presidente de la Junta General                                                 |
| José Ramón García                                                              | Central                                                                        |                                                                                | FSA-PSOE                                                                       | Socialista                                                                     | 26 de junio de 2023                                                            |                                                                                |                                                                                |
| Celia Fernández                                                                | Central                                                                        |                                                                                | FSA-PSOE                                                                       | Socialista                                                                     | 26 de junio de 2023                                                            |                                                                                | Vicepresidenta primera de la Junta                                             |
| Enrique Fernández                                                              | Central                                                                        |                                                                                | FSA-PSOE                                                                       | Socialista                                                                     | 26 de junio de 2023                                                            |                                                                                |                                                                                |
| Mónica Ronderos                                                                | Central                                                                        |                                                                                | FSA-PSOE                                                                       | Socialista                                                                     | 26 de junio de 2023                                                            |                                                                                |                                                                                |
| Luis Ramón Fernández Huerga                                                    | Central                                                                        |                                                                                | FSA-PSOE                                                                       | Socialista                                                                     | 26 de junio de 2023                                                            |                                                                                |                                                                                |
| Ana Isabel Puerto                                                              | Central                                                                        |                                                                                | FSA-PSOE                                                                       | Socialista                                                                     | 26 de junio de 2023                                                            |                                                                                |                                                                                |
| René Suárez                                                                    | Central                                                                        |                                                                                | FSA-PSOE                                                                       | Socialista                                                                     | 26 de junio de 2023                                                            |                                                                                |                                                                                |
| Noelia Macías                                                                  | Central                                                                        |                                                                                | FSA-PSOE                                                                       | Socialista                                                                     | 26 de junio de 2023                                                            |                                                                                |                                                                                |
| Ana Isabel González Cachero                                                    | Central                                                                        |                                                                                | FSA-PSOE                                                                       | Socialista                                                                     | 26 de junio de 2023                                                            |                                                                                |                                                                                |
| Ricardo Fernández                                                              | Central                                                                        |                                                                                | FSA-PSOE                                                                       | Socialista                                                                     | 14 de agosto de 2023                                                           |                                                                                | Sustituye a Concepción Saavedra                                                |
| Marcelino Marcos Líndez                                                        | Occidente                                                                      |                                                                                | FSA-PSOE                                                                       | Socialista                                                                     | 26 de junio de 2023                                                            |                                                                                |                                                                                |
| Alba Álvarez Núñez                                                             | Occidente                                                                      |                                                                                | FSA-PSOE                                                                       | Socialista                                                                     | 26 de junio de 2023                                                            |                                                                                |                                                                                |
| Lidia Fernández                                                                | Occidente                                                                      |                                                                                | FSA-PSOE                                                                       | Socialista                                                                     | 26 de junio de 2023                                                            |                                                                                |                                                                                |
| Gimena Llamedo González                                                        | Oriente                                                                        |                                                                                | FSA-PSOE                                                                       | Socialista                                                                     | 26 de junio de 2023                                                            |                                                                                |                                                                                |
| Ángel Ricardo Morales Fuentecilla                                              | Oriente                                                                        |                                                                                | FSA-PSOE                                                                       | Socialista                                                                     | 26 de junio de 2023                                                            |                                                                                |                                                                                |
| María Esther Freile Fernández                                                  | Oriente                                                                        |                                                                                | FSA-PSOE                                                                       | Socialista                                                                     | 26 de junio de 2023                                                            |                                                                                |                                                                                |
| Diego Canga Fano                                                               | Central                                                                        |                                                                                | PP                                                                             | Popular                                                                        | 26 de junio de 2023                                                            | 14 de octubre de 2023                                                          | Sustituido por Pedro de Rueda                                                  |
| Pilar Fernández Pardo                                                          | Central                                                                        |                                                                                | PP                                                                             | Popular                                                                        | 26 de junio de 2023                                                            |                                                                                | Segunda secretaria de la Junta                                                 |
| Beatriz Polledo Enríquez                                                       | Central                                                                        |                                                                                | PP                                                                             | Popular                                                                        | 26 de junio de 2023                                                            |                                                                                |                                                                                |
| Pablo González Menéndez                                                        | Central                                                                        |                                                                                | PP                                                                             | Popular                                                                        | 26 de junio de 2023                                                            |                                                                                |                                                                                |
| José Cuevas-Mons                                                               | Central                                                                        |                                                                                | PP                                                                             | Popular                                                                        | 26 de junio de 2023                                                            |                                                                                | Vicepresidente segundo de la Junta                                             |
| Gloria García Fernández                                                        | Central                                                                        |                                                                                | PP                                                                             | Popular                                                                        | 26 de junio de 2023                                                            |                                                                                |                                                                                |
| Andrés David Ruiz Riestra                                                      | Central                                                                        |                                                                                | PP                                                                             | Popular                                                                        | 26 de junio de 2023                                                            |                                                                                |                                                                                |
| Susana Fernández Arias                                                         | Central                                                                        |                                                                                | PP                                                                             | Popular                                                                        | 26 de junio de 2023                                                            |                                                                                |                                                                                |
| José Luis Costillas Gutiérrez                                                  | Central                                                                        |                                                                                | PP                                                                             | Popular                                                                        | 26 de junio de 2023                                                            |                                                                                |                                                                                |
| Sandra Camino Rodríguez                                                        | Central                                                                        |                                                                                | PP                                                                             | Popular                                                                        | 26 de junio de 2023                                                            |                                                                                |                                                                                |
| Manuel Cifuentes Corujo                                                        | Central                                                                        |                                                                                | PP                                                                             | Popular                                                                        | 26 de junio de 2023                                                            |                                                                                |                                                                                |
| Rafael Alonso Alonso                                                           | Central                                                                        |                                                                                | PP                                                                             | Popular                                                                        | 26 de junio de 2023                                                            |                                                                                |                                                                                |
| Álvaro Queipo Somoano                                                          | Occidente                                                                      |                                                                                | PP                                                                             | Popular                                                                        | 26 de junio de 2023                                                            |                                                                                |                                                                                |
| Salvador Méndez Méndez                                                         | Occidente                                                                      |                                                                                | PP                                                                             | Popular                                                                        | 26 de junio de 2023                                                            |                                                                                |                                                                                |
| Cristina Vega Morán                                                            | Occidente                                                                      |                                                                                | PP                                                                             | Popular                                                                        | 26 de junio de 2023                                                            |                                                                                |                                                                                |
| Pedro de Rueda                                                                 | Central                                                                        |                                                                                | PP                                                                             | Popular                                                                        | 24 de octubre de 2023                                                          |                                                                                | Sustituye a Diego Canga                                                        |
| Carolina López Fernández                                                       | Central                                                                        |                                                                                | Vox                                                                            | Vox                                                                            | 26 de junio de 2023                                                            |                                                                                |                                                                                |
| Javier Jové Sandoval                                                           | Central                                                                        |                                                                                | Vox                                                                            | Vox                                                                            | 26 de junio de 2023                                                            |                                                                                |                                                                                |
| Sara Concepción Álvarez Rouco                                                  | Central                                                                        |                                                                                | Vox                                                                            | Vox                                                                            | 26 de junio de 2023                                                            |                                                                                |                                                                                |
| Gonzalo Centeno Martín                                                         | Central                                                                        |                                                                                | Vox                                                                            | Vox                                                                            | 26 de junio de 2023                                                            |                                                                                |                                                                                |
| Ovidio Zapico González                                                         | Central                                                                        |                                                                                | CxA                                                                            | CxAst                                                                          | 26 de junio de 2023                                                            |                                                                                |                                                                                |
| Delia Campomanes Isidoro                                                       | Central                                                                        |                                                                                | CxA                                                                            | CxAst                                                                          | 26 de junio de 2023                                                            |                                                                                | Primera secretaria de la Junta                                                 |
| Xabel Vegas                                                                    | Central                                                                        |                                                                                | CxA                                                                            | CxAst                                                                          | 26 de junio de 2023                                                            |                                                                                |                                                                                |
| Adrián Pumares                                                                 | Central                                                                        |                                                                                | FORO                                                                           | Mixto                                                                          | 26 de junio de 2023                                                            |                                                                                |                                                                                |
| Covadonga Tomé                                                                 | Central                                                                        |                                                                                | Podemos                                                                        | Mixto                                                                          | 26 de junio de 2023                                                            |                                                                                |                                                                                |

## Sede

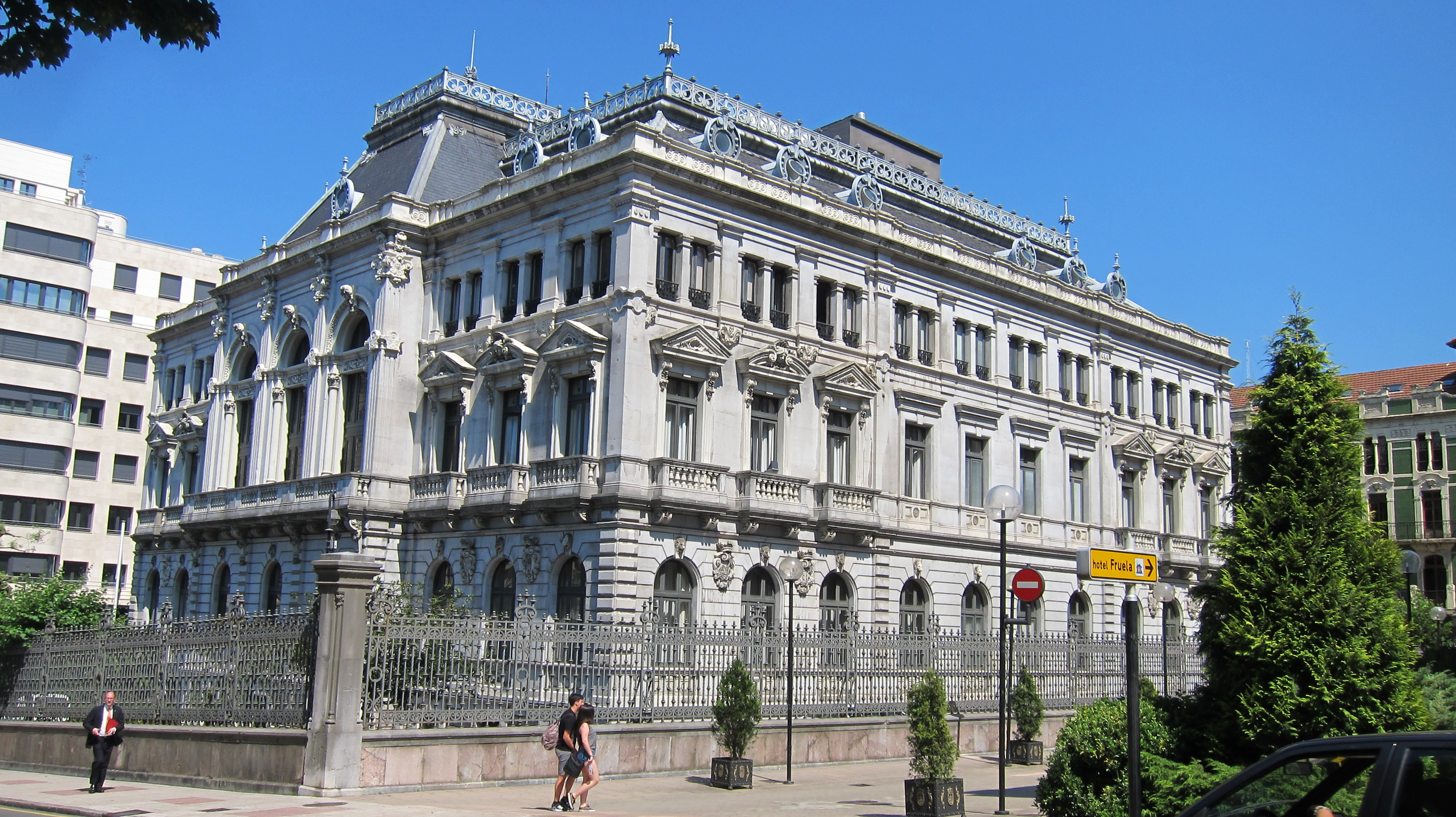
Fachadas del Palacio Regional

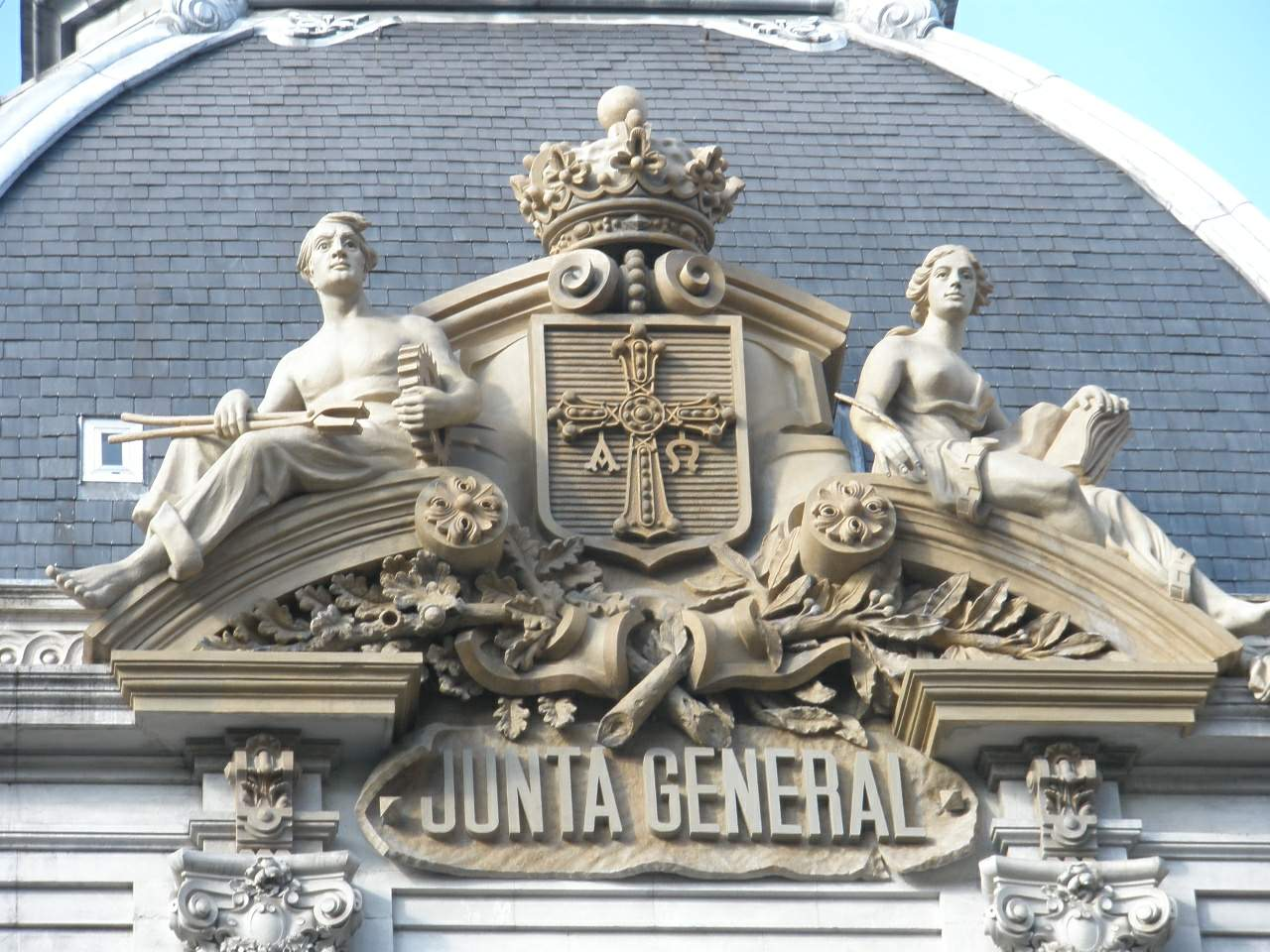
Detalle del escudo en el alero de la cúpula del palacio de la Junta General. El escudo del Principado de Asturias es el emblema representativo de la institución

La Junta General tiene su sede en el Palacio Regional, edificio inaugurado en 1910 en el solar del antiguo convento de San Francisco como sede de la Diputación Provincial de Oviedo. El diseño corrió a cargo del arquitecto Nicolás García Rivero, creando un edificio de estilo ecléctico con tintes Beaux Arts. Próximo al palacio se halla el campo de San Francisco y la plaza de la Escandalera, donde está la sede del Banco Herrero (1911).

La antigua Junta General se reunía en la Catedral de Oviedo y en el antiguo convento de San Francisco.
- Wikimedia Commons alberga una categoría multimedia sobre el palacio de la Junta General.